# Mansour Rashidi
Mansour Rashidi (Masjed Soleyman, 12 de novembro de 1947), é um futebolista iraniano que atuava como goleiro.

## Recorde nos Jogos Olímpicos
| Seleção | Ano  | Jogos | Gols |
| ------- | ---- | ----- | ---- |
| Irã     | 1972 | 3     | 0    |

## Títulos

### Time

#### Esteghlal
- Copa Takht Jamshid: 1974–75
- Copa do Hazfi: 1976–77

### Internacional

#### Irã
- Copa da Ásia: 1976